# Bulbophyllum cerinum
Bulbophyllum cerinum là một loài phong lan thuộc chi Bulbophyllum.